# كريستيان دروستين
كريستيان هاينريش ماريا دروستين (مواليد 1972) هو عالم فيروسات ألماني يركز أبحاثه على الفيروسات الجديدة ( الفيروسات الناشئة ). خلال جائحة الفيروس التاجي 2019-2020، برز على المستوى الوطني كخبير في الآثار والإجراءات اللازمة لمكافحة تفشي المرض في ألمانيا.

## النشأة والتعليم
ولد في لينغن. من عام 1994، درس الطب في جامعة غوته في فرانكفورت أم ماين وأكمل امتحان الدولة الثالث في مايو 2000. حصل على شهادة الدكتوراه من معهد طب نقل الدم وأمراض الدم المناعية في خدمة التبرع بالدم للصليب الأحمر الألماني في فرانكفورت. تم تصنيف أطروحته (دكتور طب) حول إنشاء نظام عالي الإنتاجية لاختبار المتبرعين بالدم.

## مسار مهني

### 2019-2020 جائحة الفيروس التاجي
في 23 يناير 2020، نشر دروستين، إلى جانب علماء الفيروسات الآخرين في أوروبا وهونغ كونغ، سير عمل اختبار تشخيصي بي سي ار (RT-PCR) في الوقت الحقيقي، والذي تم قبوله بسرعة من قبل منظمة الصحة العالمية التي أرسلت مجموعات اختبار إلى المناطق المتضررة.
خلال جائحة فيروسات كورونا 2019-2020، وصفت صحيفة الجارديان دروستن بأنه «الوجه الحقيقي لألمانيا [ألمانيا] لأزمة الفيروسات التاجية».

## نشاطات أخرى
- قمة الصحة العالمية، عضو اللجنة العلمية

## روابط خارجية
- كريستيان دروستين على موقع IMDb (الإنجليزية)
- كريستيان دروستين على موقع مونزينجر (الألمانية)